# Gloria Swanson
Gloria Mae Josephine Swanson (ur. 27 marca 1899 w Chicago, zm. 4 kwietnia 1983 w Nowym Jorku) – amerykańska aktorka filmowa, teatralna i telewizyjna. Jedna z najwybitniejszych gwiazd w historii kina niemego.

## Pochodzenie
Jej ojciec Joseph Theodore Svensson był z pochodzenia Szwedem. Matka Adelaide Klanowski miała korzenie polskie, niemieckie i francuskie.

## Kariera
W latach 20. należała do czołowych gwiazd ekranu. Uznanie i olbrzymią popularność uzyskała dzięki rolom w takich filmach jak: Kaprys losu (1919), Sadie Thompson (1928, nominacja do Oscara), Królowa Kelly (1928) oraz The Trespasser (1929, nominacja do Oscara).
W 1927 założyła własną wytwórnię filmową.
W epoce kina dźwiękowego występowała sporadycznie. Za najwybitniejszy film tego okresu (a być może również w całej jej karierze) uznaje się Bulwar Zachodzącego Słońca Billy’ego Wildera (1950). Została za niego nominowana najpierw do Złotego Globu (nagrodę otrzymała), a potem do Oscara (przegrała rywalizację o tę cenną statuetkę z Judy Holliday). Poza tym scena z filmu, w której Gloria Swanson mówi: „Dobrze, panie DeMille, jestem gotowa na zbliżenie mojej twarzy” znalazła się na siódmym miejscu na liście 100 najlepszych kwestii filmowych w historii kina ogłoszonej przez American Film Institute (AFI) w 2005. Ponadto w 2006 magazyn Premiere umieścił jej rolę w tym filmie na 69. pozycji wśród 100 najlepszych ról w historii kina.
W latach 60. i 70. współpracowała z telewizją. W 1971 wystąpiła na Broadwayu. Była także malarką i projektantką kostiumów.
Posiada dwie gwiazdy w hollywoodzkiej Alei Sław: jedną za produkcje filmowe – z numerem 6748, drugą za produkcje telewizyjne – numer 6301.

## Życie prywatne

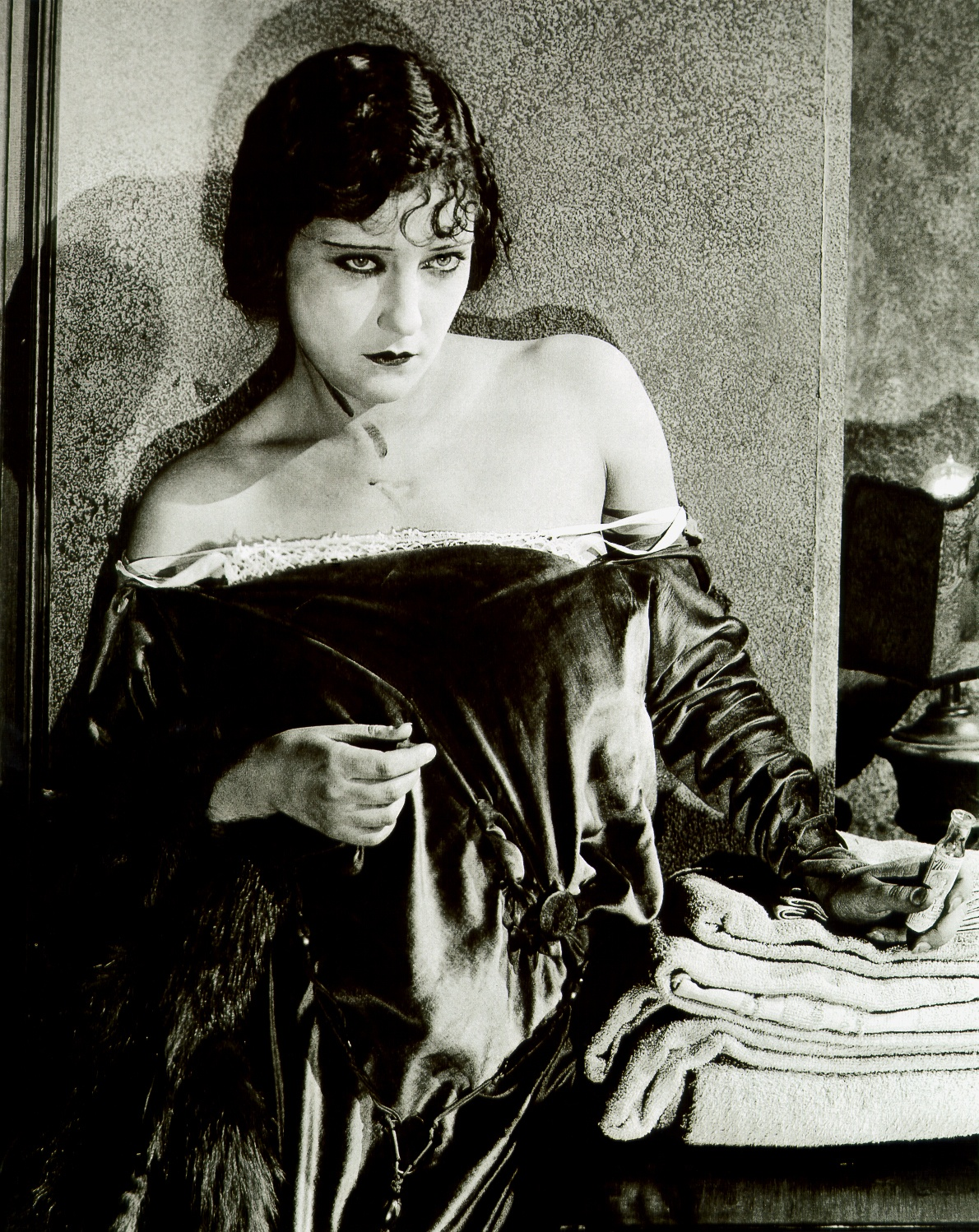
Swanson w filmie Po co zmieniać żonę? (1920)

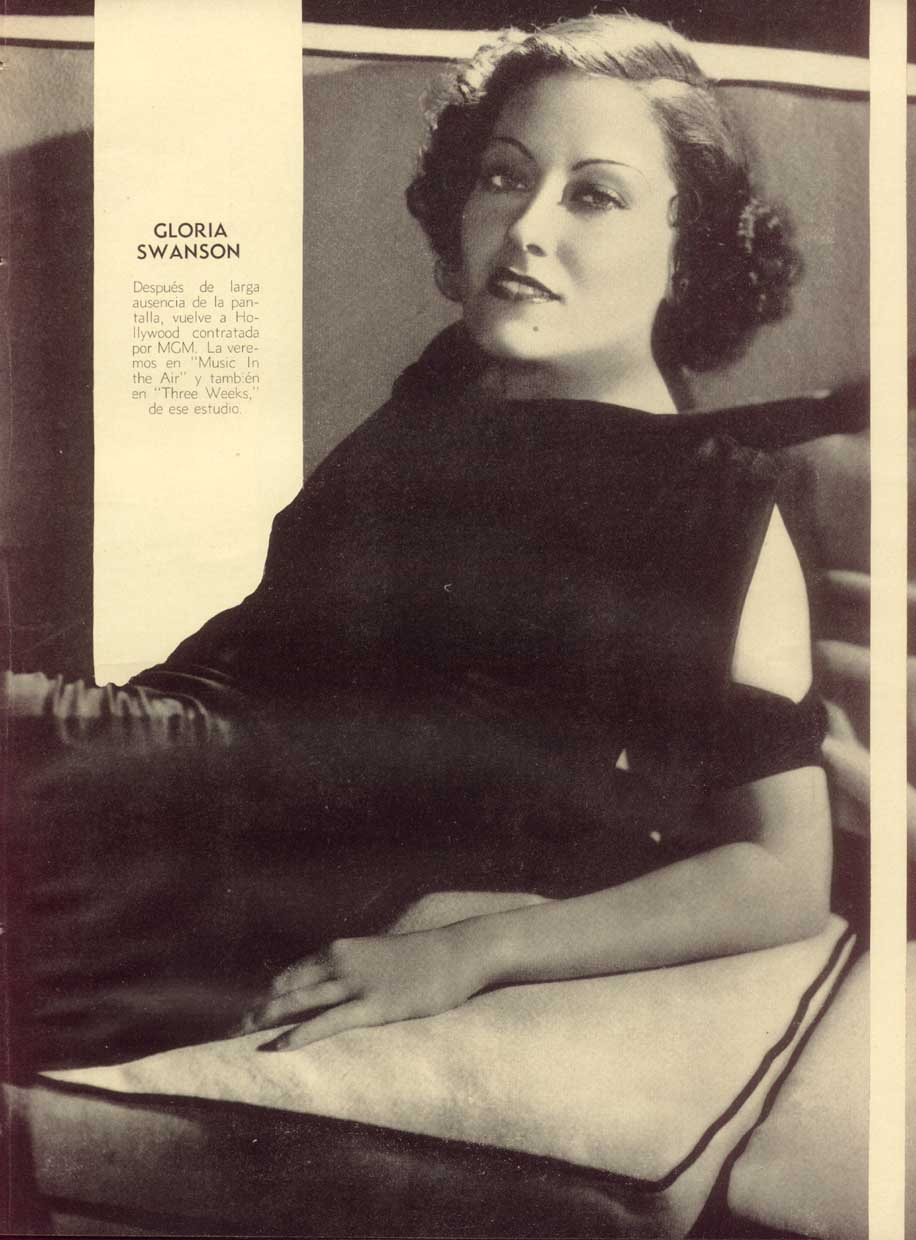
Swanson na okładce magazynu z 1935

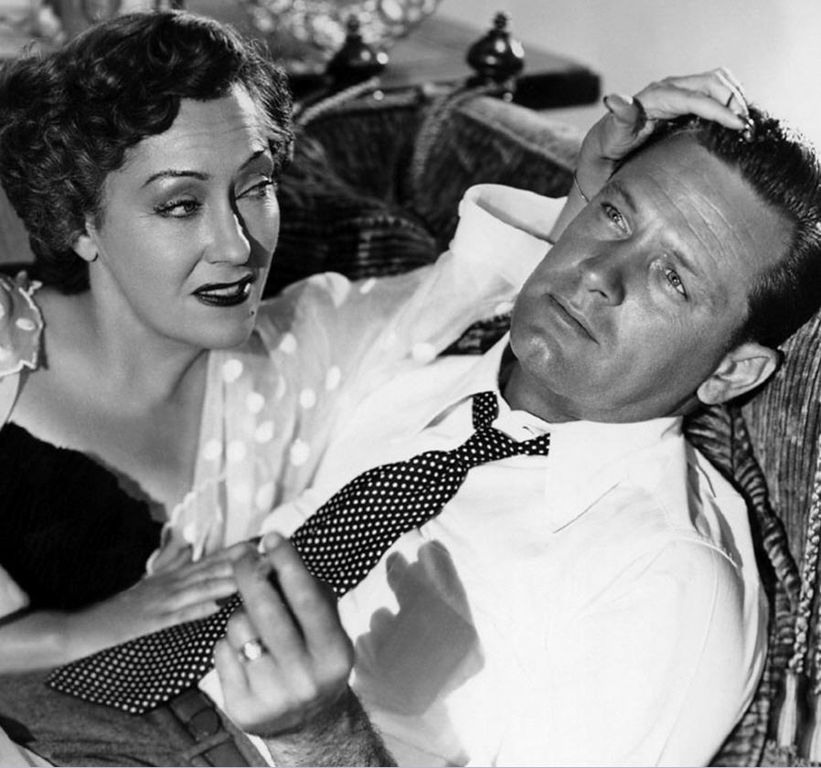
Swanson z Williamem Holdenem w filmie Bulwar Zachodzącego Słońca (1950)

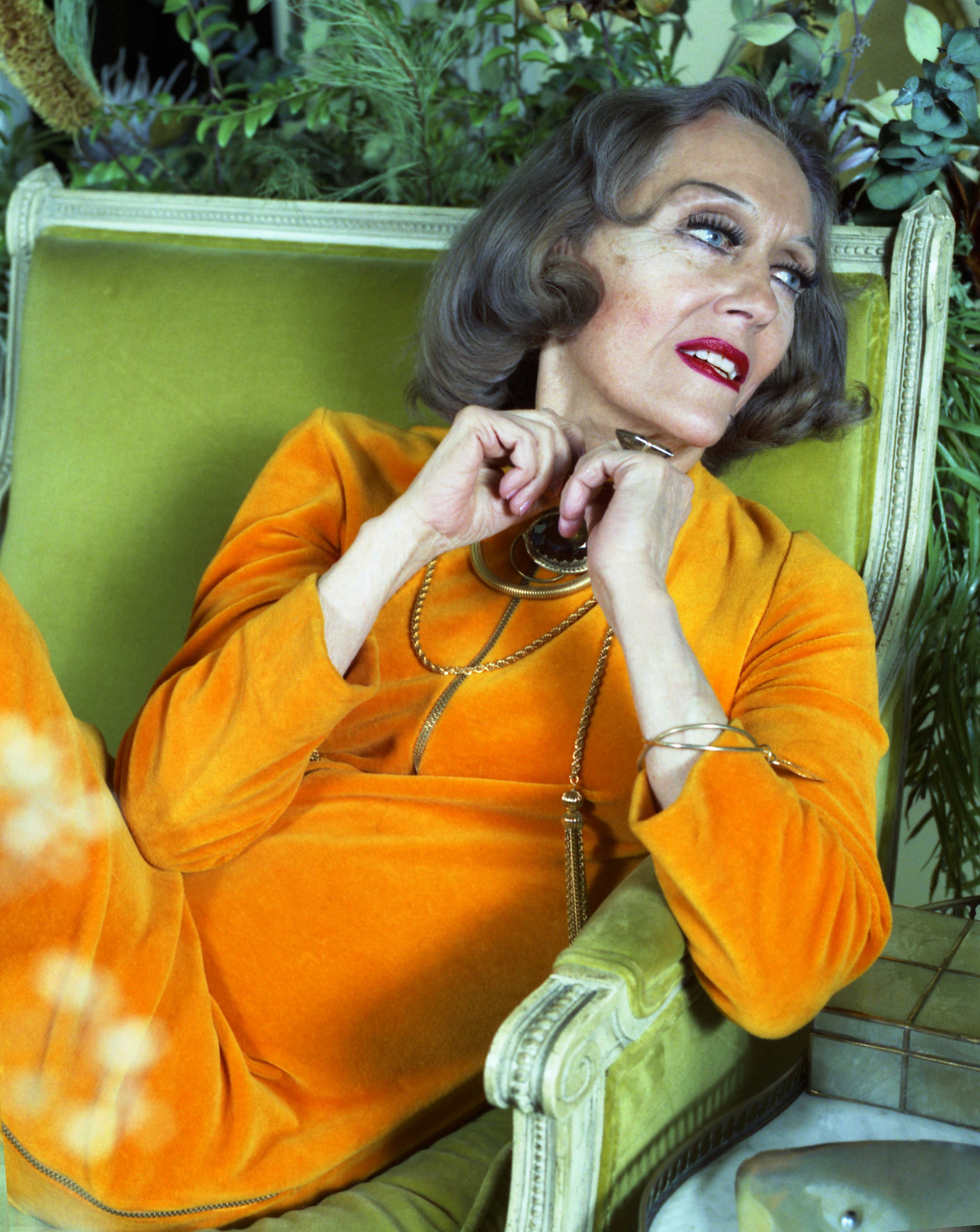
Swanson (1972)

Około 1928 roku Swanson została wegetarianką i zwolenniczką zdrowej żywności. Była znana z przynoszenia w miejsca publiczne własnych posiłków w papierowej torbie. Od aktora Dirka Benedicta, który w młodym wieku walczył z rakiem prostaty, dowiedziała się o diecie makrobiotycznej. Odmówił on konwencjonalnej terapii, a swój powrót do zdrowia przypisywał dobroczynnemu działaniu tego rodzaju diety i zdrowego odżywiania się. W 1975 Swanson objeżdżała Stany Zjednoczone i pomagała promować książkę Sugar Blues, którą napisał jej mąż William Dufty.
W początkach roku 1980 wydała autobiografię Swanson on Swanson, która stała się krajowym bestsellerem. Książka została przetłumaczona na język francuski, włoski i szwedzki. Przez całe życie była członkiem Kościoła Luterańskiego. Jej ojciec był wyznania luterańskiego.

### Związki i relacje
Była sześciokrotnie zamężna:
1. Wallace Beery (27.03.1916 – 1919, rozwód);
2. Herbert K. Somborn (20.12.1919 – 09.08.1922, rozwód), córka Gloria (ur. 1920);
3. Henri de la Falaise (29.01.1925 – 06.11.1931, rozwód);
4. Michael Farmer (16.08.1931 – 07.11.1934, rozwód), córka Michele;
5. George William Davey (29.01.1945 – 28.12.1948, rozwód);
6. William Dufty (od 02.02.1976 do jej śmierci).

## Filmografia
- 1915: Jego nowe zajęcie (His New Job)
- 1915: Romans amerykańskiej księżnej (The Romance of an American Duchess)
- 1915: The Broken Pledge
- 1915: Sweedie Goes to College
- 1915: The Fable of Elvira and Farina and the Meal Ticket
- 1915: The Ambition of the Baronjako epizod
- 1915: At the End of a Perfect Day
- 1916: A Dash of Courage
- 1916: A Social Club
- 1916: The Nick of Time Baby
- 1916: Haystacks and Steeples
- 1916: The Danger Girl
- 1916: Hearts and Sparks
- 1917: Teddy at the Throttle jako Gloria Dawn
- 1917: A Pullman Bride
- 1917: Baseball Madness
- 1917: Dangers of a Bride
- 1918: Society for Sale jako Phylis Clyne
- 1918: The Secret Code jako Sally Carter Rand
- 1918: Wife or Country jako Sylvia Hamilton
- 1918: Station Content jako Kitty Manning
- 1918: Her Decision jako Phyllis Dunbar
- 1918: Till I Come Back to You
- 1919: Kaprys losu (Male and Female) jako Lady Mary Lasenby
- 1919: Nie zmieniaj męża (Don’t Change Your Husband) jako Leila Porter
- 1919: For Better, for Worse jako Sylvia Norcross
- 1920: Po co zmieniać żonę? (Why Change Your Wife?) jako Beth Gordon
- 1920: Something to Think About jako Ruth Anderson
- 1921: Sprawki Anatola (The Affairs of Anatol) jako Vivian
- 1921: The Great Moment jako Nada i Nadine Pelham
- 1921: Under the Lash jako Deborah Krillet
- 1922: Poza skałami jako Theodora Fitzgerald
- 1922: Her Gilded Cage jako Suzanne Ornoff
- 1922: The Impossible Mrs. Bellew jako Betty Bellew
- 1922: Moja amerykańska żona (My American Wife) jako Natalie Chester
- 1922: Her Husband’s Trademark jako Lois Miller
- 1923: Prodigal Daughters jako Swifty Forbes
- 1923: Hollywood jako ona sama
- 1923: Ósma żona Sinobrodego (Bluebeard’s Eighth Wife) jako Mona deBriac
- 1923: Zaza jako Zaza
- 1924: The Humming Bird jako Toinette
- 1924: Manhandled jako Tessie McGuire
- 1924: Wages of Virtue jako Carmelita
- 1924: Her Love Story jako księżna Marie
- 1924: Madame Sans-Gêne jako Madame Sans-Gêne
- 1924: Skandal towarzyski (A Society Scandal) jako Marjorie Colbert
- 1925: Stage Struck jako Jennie Hagen
- 1926: Fine Manners jako Orchid Murphy
- 1926: The Untamed Lady jako St.Clair Van Tassel
- 1927: Miłość (The Love of Sunya) jako Sunya Ashling
- 1928: Sadie Thompson jako Sadie Thompson
- 1929: The Trespasser jako Marion Donnell
- 1929: Królowa Kelly (Queen Kelly) jako Kitty
- 1930: Co za wdowa! (What a Widow!) jako Tamarind Brook
- 1931: Tonight or Never jako Nella Vago
- 1931: Indiscreet jako Geraldine Trent
- 1933: Kontrakt małżeński (Perfect Understanding) jako Judy
- 1934: Music in the Air jako Frieda
- 1941: Tata szuka żony (Father Takes a Wife) jako Leslie Co
- 1943: Happy Times and Jolly Moments
- 1950: Bulwar Zachodzącego Słońca (Sunset Blvd.) jako Norma Desmond
- 1952: Troje do sypialni C (Three for Bedroom C) jako Ann Haven
- 1956: Mój syn Neron (Mio figlio Nerone) jako Agrippina
- 1961: Straightaway jako Lorraine Carrington
- 1963: Doktor Kildare (Dr. Kildare)
- 1964: The Alfred Hitchcock Hour jako pani Daniels
- 1965: My Three Sons jako Margaret McSterling
- 1974: Mordercze pszczoły (Killer Bees) jako Madame Maria von Bohlen
- 1974: Port lotniczy 1975 (Airport 1975) jako Gloria Swanson

## Nagrody
- Złoty Glob 1951: Bulwar Zachodzącego Słońca